# David Terao
David Terao (30 de julio de 1993) es un deportista estadounidense que compite en judo. Ganó una medalla de plata en el Campeonato Panamericano de Judo de 2024, en la categoría de –60 kg.

## Palmarés internacional
| Campeonato Panamericano | Campeonato Panamericano | Campeonato Panamericano | Campeonato Panamericano |
| Año                     | Lugar                   | Medalla                 | Categoría               |
| ----------------------- | ----------------------- | ----------------------- | ----------------------- |
| 2024                    | Río de Janeiro (Brasil) | Medalla de plata        | –60 kg                  |